# کرکس (فیلم ۱۹۳۷)
کرکس (انگلیسی: The Vulture) فیلمی به کارگردانی رالف اینس است که در سال ۱۹۳۷ منتشر شد.